# Trypaea
Trypaea is een geslacht van kreeftachtigen uit de klasse van de Malacostraca (hogere kreeftachtigen).

## Soorten
- Trypaea andamaniensis Sakai, 2010
- Trypaea australiensis Dana, 1852
- Trypaea kowalevski Sakai, 2010
- Trypaea rotundocula Sakai & Türkay, 2014
- Trypaea spinorostra Sakai, 2010
- Trypaea vietnamensis Sakai, 2010
- Trypaea vilavelebita Sakai & Türkay, 2012